# Оуквуд Хилс (Илиноис)
Оуквуд Хилс (енгл. Oakwood Hills) град је у америчкој савезној држави Илиноис.

## Демографија
По попису из 2010. године број становника је 2.083, што је 111 (-5,1%) становника мање него 2000. године.
| Група             | 2000.         | 2010.         |
| Белци             | 2.083 (94,9%) | 1.931 (92,7%) |
| Афроамериканци    | 8 (0,4%)      | 4 (0,2%)      |
| Азијати           | 7 (0,3%)      | 37 (1,8%)     |
| Хиспаноамериканци | 74 (3,4%)     | 92 (4,4%)     |
| Укупно            | 2.194         | 2.083         |